# Зибс, Теодор
Теодо́р Зибс (нем. Theodor Siebs; 26 августа 1862, Бремен — 28 мая 1941, Вроцлав) — немецкий учёный-лингвист, занимавшийся вопросами германистики средневековья. 

## Биография
Зибс изучал филологию в университете Тюбингена и Лейпцига, где он получил степень кандидата наук в 1885 году. Спустя три года, в 1888 году, он защитил докторскую диссертацию во Вроцлавском университете, где преподавал как приват-доцент до 1890 года. Позднее перешёл в Грайфсвальдский университет. С 1894 Теодор Зибс преподаёт немецкий язык и литературу в университете Вроцлава. В 1902 году получил звание профессора. С 1903 по 1922 руководит Институтом церковной музыки, с 1929 по 1941 — на отделении диалектологии. В 1929 вышел формально на пенсию, однако ещё продолжал преподавать. С 1902 по 1939 он был председателем Силезского общества этнографии.
Теодор Зибс вместе с другими учёными-лингвистами и театралами работали над нормированием немецкой орфоэпии, сценического произношения. Также он считается одним из создателей современной фризистики. Теодор Зибс — автор нескольких десятков работ по истории немецкого (Deutsche Bühnenaussprache, 1898, Geschichte der deutschen Literatur bis zur Mitte des 11. Jahrhunderts, 1920, Zur Geschichte der deutschen Hochsprache, 1926) и фризского языка (Geschichte der friesischen Sprache, 1901, Geschichte der friesischen Literatur, 1902, Die Friesen und ihre Sprache, 1931), общей германистики (Die Entwicklung der germanischen Wissenschaft im letzten Viertel des neunzehnten Jahrhunderts, 1902), диалектологии (Wie sollen wir die schlesischen Mundarten schreiben?, 1907, Lautstand und Schreibung der schlesischen Mundarten, 1916) и других.